# Salpicão

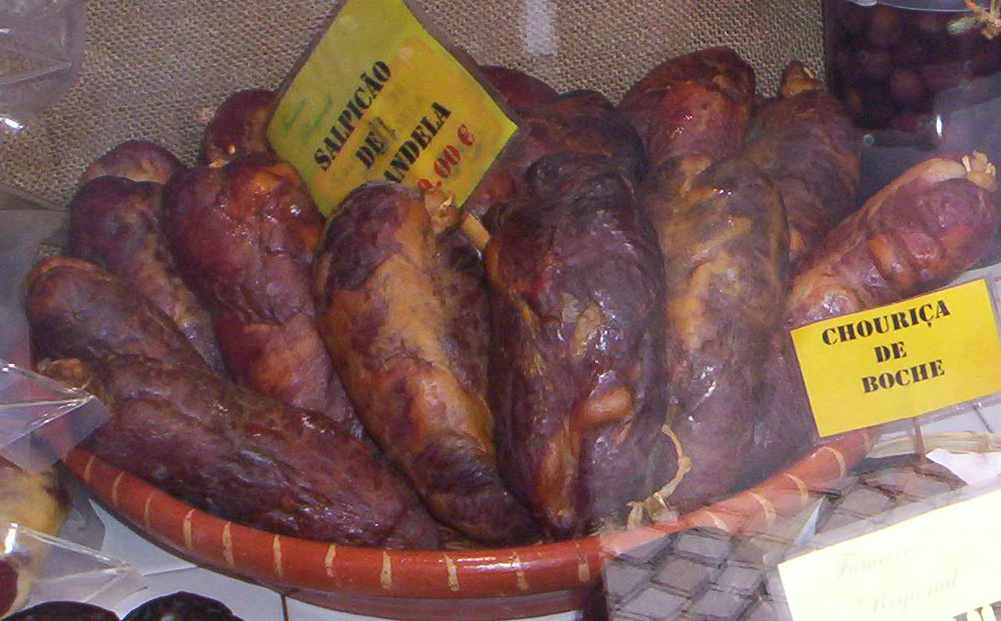
Salpicão di Mirandela.

Il salpicão è un insaccato affumicato tradizionale portoghese. 
L'ingrediente base è la lonza di maiale, e presenta sale, vino bianco o rosso, aglio, paprica dolce o piccante e alloro come condimenti. Come contenitori si usano budelli di maiale spessi, dalla forma diritta. Dopo essere stata stagionata, la carne riposa per 8 giorni e, trascorso questo periodo, viene affumicata due o tre volte al giorno, per prendere sapore, venendo appesa all'interno del budello. Viene consumato a fette assieme al pane, o aggiunto al caldo verde.
È diffuso in tutto il nord del Portogallo, ma soprattutto nella regione di Trás-os-Montes, con documenti della sua produzione che risalgono al XVIII secolo.